# Copită

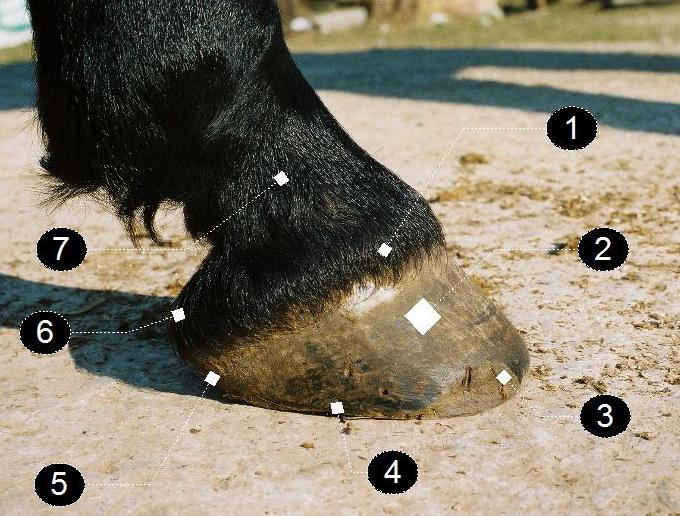

Copita este o formațiune cornoasă care acoperă ultima falangă a unor degete la mamiferele copitate. La unele animale rumegătoare, copita acoperă doar partea anterioară a vârfurilor degetelor. Servește animalului drept suprafață de sprijin, mijloc de protecție împotriva dușmanilor etc. Raportată la anatomia omului, copita corespunde unghiei.